# Sorbato di sodio
Il sorbato di sodio è il sale di sodio dell'acido sorbico. A temperatura ambiente si presenta come un solido bianco con un odore simile a quello degli idrocarburi.

## Produzione
Il sorbato di sodio è presente in natura nei frutti del Sorbus aucuparia. Industrialmente, viene principalmente sintetizzato tramite neutralizzazione dell'acido sorbico.

## Uso come additivo alimentare
Nonostante sia codificato come E201, nell'Unione europea il sorbato di sodio non è un additivo alimentare autorizzato. 
La sostanza è stata cancellata dalla lista degli additivi autorizzati essendo provato il rischio genotossicità
.